# Lucile Watson

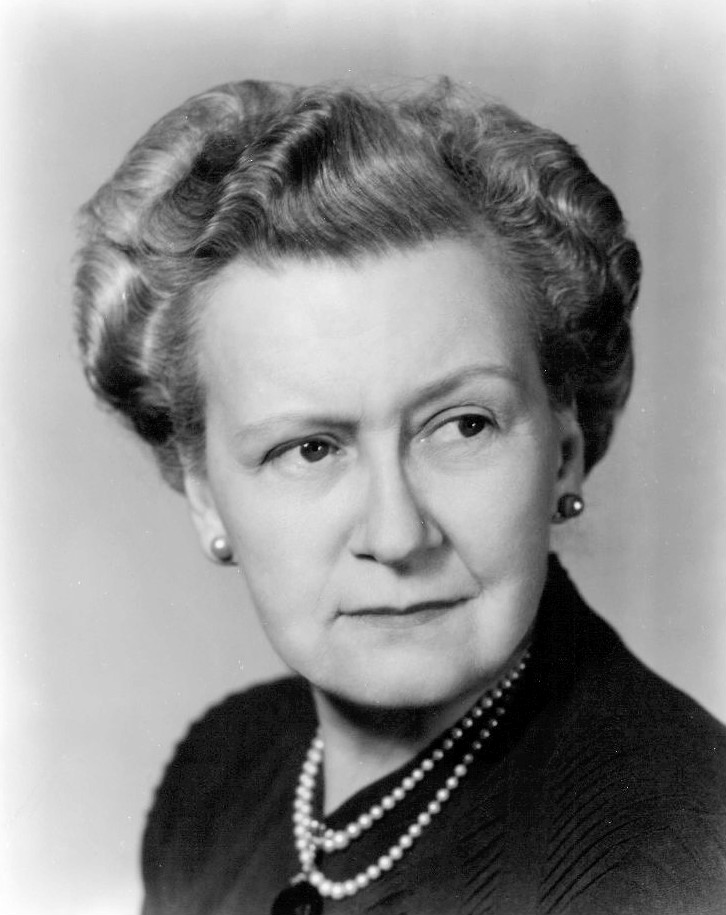
Lucile Watson, 1953.

Lucile Watson, född 27 maj 1879 i Québec i provinsen Québec,  död 24 juni 1962 i New York i USA, var en kanadensisk skådespelare. Watson debuterade på Broadway 1902 och medverkade i ett stort antal föreställningar där fram till 1954. Som filmskådespelare gjorde hon sina mest betydelsefulla insatser på 1940-talet.

## Filmografi
- 1936 – Flickorna gör slag i saken
- 1938 – Hela familjen på vift
- 1939 – Som skapta för varann
- 1939 – Kvinnorna
- 1940 – Dimmornas bro
- 1941 – Lika barn leka bäst
- 1941 – Den stora lögnen
- 1941 – Fotsteg i mörkret
- 1943 – En dag skall komma
- 1945 – Gäckande skuggan tar hem spelet
- 1946 – Den vassa eggen
- 1946 – I morgon och för alltid
- 1946 – Vi möts och vi skiljs
- 1947 – En skugga faller
- 1948 – Julia gör skandal
- 1948 – Jag älskar dig, usling!
- 1948 – Kejsarvalsen
- 1949 – Unga kvinnor
- 1949 – Rena rama skandalen
- 1950 – Sista lögnen